# Аридагава
Аридагава (яп. 有田川町 Аридагава-тё:) — посёлок в Японии, находящийся в уезде Арида префектуры Вакаяма. Площадь посёлка составляет 351,77 км², население — 26 430 человек (1 августа 2014), плотность населения — 75,13 чел./км².

## Географическое положение
Посёлок расположен на острове Хонсю в префектуре Вакаяма региона Кинки. С ним граничат города Арида, Кайнан, Танабе, посёлки Кимино, Хидакагава, Кацураги, Юаса, Хирогава и село Носегава.

## Население
Население посёлка составляет 26 430 человек (1 августа 2014), а плотность — 75,13 чел./км². Изменение численности населения с 1980 по 2005 годы:
| 1980 | 30 944 чел. |  |
| 1985 | 30 322 чел. |  |
| 1990 | 29 870 чел. |  |
| 1995 | 29 703 чел. |  |
| 2000 | 29 563 чел. |  |
| 2005 | 28 640 чел. |  |

## Символика
Деревом посёлка считается Citrus unshiu, цветком — космея, птицей — Parus varius.